# Technika pneumotermiczna

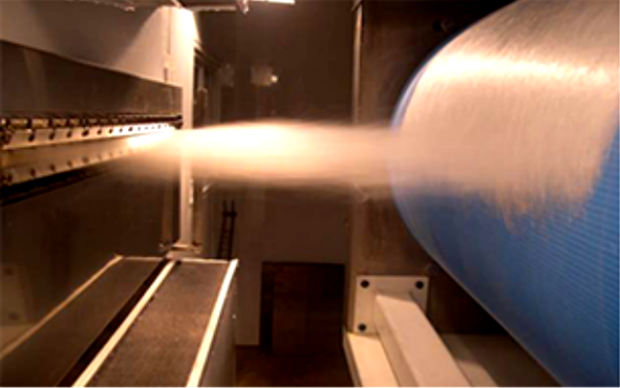
Proces rozdmuchiwania stopionego polimeru

Technika pneumotermiczna (ang. melt blowing - rozdmuchiwanie stopu) to metoda wytwarzania mikro- i nanowłókien, w której stopiony polimer jest wytłaczany pod ciśnieniem przez małe dysze w otoczeniu rozdmuchowanego gazu o dużej prędkości. Tworzące się włókna pod wpływem strumieni powietrza plączą się, tworząc włókninę, którą następnie można stosować do filtracji, sorpcji, produkcji odzieży i systemów dostarczania leków. 
Istotnymi korzyściami tej techniki są prostota, wysoka wydajność właściwa  i działanie bez rozpuszczalników. Wybierając odpowiednią kombinację polimerów o zoptymalizowanych właściwościach reologicznych i powierzchniowych, naukowcy byli w stanie wytworzyć włókna o średniej średnicy zaledwie 36 nm.
Włókniny wytworzone tą techniką nazywane są włókninami meltblown.

## Historia
Podczas aktywności wulkanicznej silny wiatr może wyciągnąć włóknisty materiał ze stopionej bazaltowej magmy zwanej włosami Pele. To samo zjawisko zachodzi w trakcie rozdmuchiwania stopionych polimerów. 
Pierwsze badania nad rozdmuchiwaniem stopu były odbyły się w USA, w celu wyprodukowania materiałów filtrujących do pomiarów promieniowania w dronach powietrznych w latach 50. XX wieku. 
W późniejszym okresie firma Exxon Corporation opracowała pierwszy przemysłowy proces oparty na rozdmuchiwaniu stopu o wysokim poziomie przepustowości. 
W roku 2018 największym producentem włóknin były Chiny wytwarzające 40% włóknin na świecie, przy czym większość jest produkowana w prowincji Hebei.

## Polimery
W produkcji włóknin techniką pneumotermiczną wykorzystuje się polimery o właściwościach termoplastycznych. Główne typy polimerów stosowane przy pomocy tej techniki to:
- Polipropylen
- Polistyren
- Poliestry
- Poliuretan
- Poliamidy (nylony)
- Polietylen
- Poliwęglan

## Zastosowania

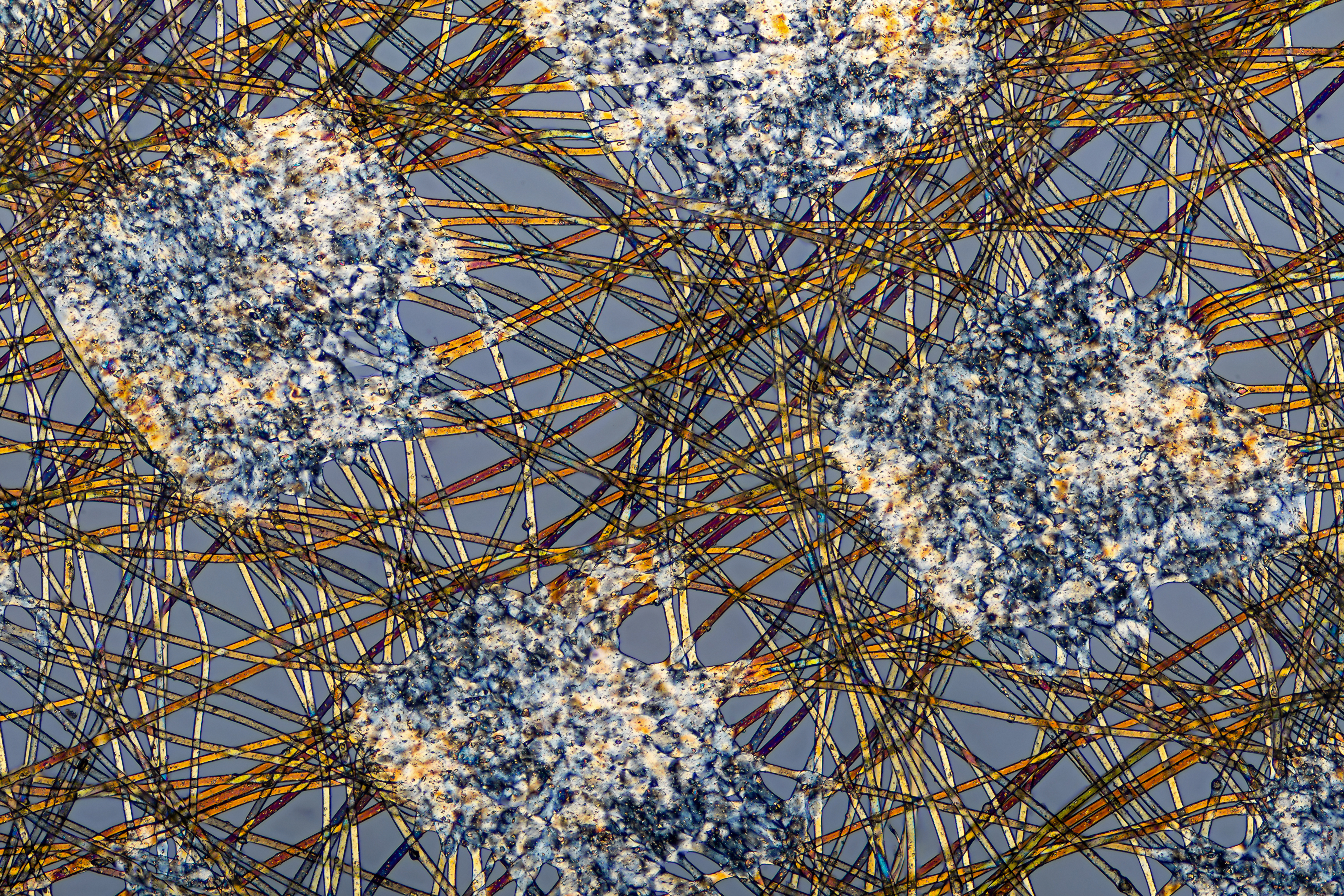
Obraz mikroskopowy zewnętrznej warstwy maski chirurgicznej, wykonanej z włókien polimerowych typu melt blown.

Poniżej wymieniono główne zastosowania włóknun meltblown.

### Filtrowanie
Włókniny typu meltblown są porowate. Dzięki temu mogą filtrować ciecze i gazy. Do ich zastosowań należą: uzdatnianie wody, produkcja maseczek i filtrów do klimatyzacji. Podczas pandemii COVID-19 cena włóknin meltblown wzrosła z kilku tysięcy dolarów za tonę do około 100 tysięcy dolarów za tonę.

### Sorbenty
Materiały włókninowe mogą zatrzymywać płyny o masie przekraczającej kilkukrotnie ich własną. Dlatego te włókniny, które są wykonane z polipropylenu są idealne do zbierania zanieczyszczeń olejowych z powierzchni wody.

### Produkty higieniczne
Wysoka chłonność materiałów typu meltblown jest wykorzystywana w jednorazowych pieluchach i produktach higieny kobiecej.

### Odzież
Włókniny meltblown mają cechy, które sprawiają, że są przydatne w odzieży: izolacyjność termiczna, odporność na wilgoć i  przepuszczalność powietrza.

### Dostarczanie leków
Rozdmuchiwanie w stanie stopionym może wytwarzać włókna stworzone do dostarczania leków. Wysoka przepuszczalność, działanie bez rozpuszczalników i zwiększona powierzchnia produktu sprawiają, że technika pneumotermiczna jest obiecującą techniką dostarczania leków. 